# Доган, Рыза
Рыза Доган (тур. Rıza Doğan; 1931, Анкара, Турция — апрель 2004, Анкара, Турция) — турецкий борец греко-римского и вольного стилей, серебряный призёр Олимпийских игр, чемпион мира, обладатель Кубка мира, четырёхкратный чемпион Средиземноморских игр  .

## Биография
Родился в 1931 году в Анкаре, начал заниматься борьбой 1949 году. 
В 1955 году победил на Средиземноморских играх
На Летних Олимпийских играх 1956 года в Мельбурне боролся по греко-римской борьбе в лёгком весе (до 67 килограммов). По регламенту турнира борец получал в схватках штрафные баллы. Набравший 5 штрафных баллов спортсмен выбывал из турнира. Титул оспаривали 10 борцов.
Рыза Доган дошёл до финала, но уже с пятью штрафными баллами (у остальных было ещё больше). Чемпиону Кюёсти Лехтонену, которому было для титула достаточно не проиграть крупно, он проиграл, а во второй встрече чисто победил венгра Дьюлу Тота и завоевал титул вице-чемпиона Игр. 
| Выступление на Олимпийских играх 1956 года | Выступление на Олимпийских играх 1956 года | Выступление на Олимпийских играх 1956 года | Выступление на Олимпийских играх 1956 года | Выступление на Олимпийских играх 1956 года | Выступление на Олимпийских играх 1956 года | Выступление на Олимпийских играх 1956 года |
| Круг                                       | Соперник                                   | Страна                                     | Результат                                  | Баллы                                      | Всего баллов                               | Время схватки                              |
| ------------------------------------------ | ------------------------------------------ | ------------------------------------------ | ------------------------------------------ | ------------------------------------------ | ------------------------------------------ | ------------------------------------------ |
| 1                                          | Хуан Ролон                                 | Аргентина                                  | Победа По очкам                            | 3-0 -1                                     | -1                                         |                                            |
| 2                                          | Бартль Брётцнер                            | Австрия                                    | Поражение По очкам                         | 1-2 -2                                     | -3                                         |                                            |
| 3                                          | Думитру Георге                             | Румыния                                    | Победа По очкам                            | 3-0 -1                                     | -4                                         |                                            |
| 4                                          |                                            |                                            |                                            |                                            |                                            |                                            |
| 5                                          | Димитар Стоянов                            | Болгария                                   | Победа По очкам                            | 3-0 -1                                     | -5                                         |                                            |
| 6                                          | Кюёсти Лехтонен                            | Финляндия                                  | Поражение По очкам                         | 1-2 -2                                     | -7                                         |                                            |
| 7                                          | Дьюла Тот                                  | Венгрия                                    | Победа Туше                                |                                            |                                            | 7:15                                       |
| Финал                                      |                                            |                                            |                                            |                                            |                                            |                                            |

В 1958 завоевал титул чемпиона мира по греко-римской борьбе и стал обладателем Кубка мира, но по вольной борьбе[уточнить]. В 1959 году стал чемпионом Средиземноморских игр, причём по вольной борьбе и в полутяжёлом весе (до 87 килограммов). В 1959 году стал двукратным чемпионом Средиземноморских игр, выступив в соревнованиях по греко-римской борьбе в двух категориях: в полусреднем весе и полутяжёлом весе. 
В 1961 году на чемпионате мира в своём, лёгком весе, остался лишь пятым, а в 1962 году в полулёгком весе был бронзовым призёром. 
Оставив карьеру, работал тренером: в 1963—1964 годах в Японии, с 1966 года в Южной Корее, с 1970 года в США, с 1972 в Германии. Затем создал учебный центр борьбы в Анкаре, некоторое время тренировал сборную Турции. 
Умер в 2004 году